# Glew
Glew is een plaats in het Argentijnse bestuurlijke gebied Almirante Brown in de provincie Buenos Aires. De plaats telt 57.233 inwoners.